# Leucosyrinx subgrundifera
Leucosyrinx subgrundifera is een slakkensoort uit de familie van de Pseudomelatomidae. De wetenschappelijke naam van de soort is voor het eerst geldig gepubliceerd in 1888 door Dall.